# Vők
Vők (szlovákul Vlky, németül Nickelsdorf) község Szlovákiában, a Pozsonyi kerületben, a Szenci járásban.

## Fekvése
Pozsonytól 21 km-re keletre, a Kis-Duna jobb partján fekszik. Vők zsáktelepülés, egyetlen 2,5 km hosszú bekötőút köti össze a közeli Fél községgel.

## Története
Első ízben 1260-ban említik a községet, majd  egy 1346-ból származó okmányban "Welk" alakban, mint a pozsonyi prépostság és káptalan birtokát, amelyet IV. Béla királytól kaptak. IV. László király 1277-ből származó oklevelében ezt az adományt megerősíti, itt a község neve "Velk". Birtokosai között 1292-ben megjelent Völki Miklós, s a falu nevét ekkor "Wylk" alakban jegyezték fel. Helyi hagyomány szerint a község neve alapítójától származik, akit Velknek vagy Welknek neveztek. 1301-ben "Velky" néven jelenik meg, 1448-ban "Kiswelk", de 1484-ben már "Naghwelk" néven szerepel. "Jogabiónok" (jobbágyok ) lakhelye, akik a pozsonyi káptalanhoz tartoznak . A pápai tized szedőinek listáján a község nevét "Vek" formában jegyzik. A középkori okiratokban "Vek" és "Velk" néven szerepel, majd 1553-ban nevét "Weők" alakban 178 lakossal jegyezték fel.
Az 1553-ból származó összeírásban az áll, hogy "Weok" községnek 12 portája van. Ebben az időben már a Pálffy család szerepel földesúrként. A falu szegénységéről tanúskodik az is, hogy nem volt saját temploma, máig is a féli római katolikus plébániához tartoznak. Így volt ez 1945-ig a különféle hivatalokkal és közigazgatási intézményekkel is.
A községben hosszú időn át nem volt iskola. Annak ellenére, hogy a prépostságnak és káptalannak jelentős bevételei voltak itt a halászatból, amelyet a 17. századtól a Pálffyak béreltek. A 16.-17. századtól Vőkön is elterjedtek a protestáns egyházak tanai, híveik Egyházfa parókiájához tartoztak. A 17. század végén az ellenreformáció papüldözése idején kitiltották a faluból ezt a vallást. 1715-ben 8 adófizető lakos volt a községben, a Kis-Dunán két vízimalom működött. A víz az itteni lakosság számára nemcsak munkalehetőséget és élelmet jelentett, hanem károkat is a rendszeres áradások miatt. Vőköt évszázadokon át rombolták az árvizek, amelyek többnyire meglepetésszerűen érték a lakosságot. Akkoriban lehetett utcáin hallani a figyelmeztetést:,,Csak a gyerekeket vigyék fel a padlásra, azok közül is csak a javát!“ A falunak többször is helyet kellett cserélnie, átköltözködnie. Az 1845-ös árvíz elpusztította a község házait, ezután új helyen, a Kis-Dunától távolabb építették újjá. Lakosai sokáig molnár mesterséggel, halászattal és szarvasmarha-tartással foglalkoztak.
Az eredeti község a mai futballpálya mögött terült el, a "Kopottfalu" határrészben, amelynek állítólag 13. századból származó kis temploma volt temetővel és szegényháza-ispotálya is. A falu maradványai még 1955-ben láthatóak voltak, de abban az évben nehéz talajgéppel tüntették el a felszín egyenetlenségeit. A mai területeket a 18. században kezdte el a község betelepíteni, és ez a 19. században is folytatódott.
A 18. század végén Vályi András így ír a vőkiekről:  "VÖK. Magyar falu Posony Várm. földes Ura a’ Posonyi Káptalanbéli Uraság, lakosai katolikusok, fekszik Újfalunak, és Bústelekinek szomszédságjokban; többnyire minden esztendőben vetik földgyét, marha legelő mezején, ’s kevés rétségén kivűl egyéb jövedelme nints."
Fényes Elek szerint "Vők, Poson vm. magyar f. a kis Duna jobb partján 178 kath. lak. F. u. a posoni káptalan. Ut. p. Poson, 2 óra."
Pozsony vármegye monográfiája szerint "Vök, magyar kisközség a Csallóközben 31 házzal és 213 róm. kath. vallású lakossal. A pozsonyi prépostság és káptalan ősi birtoka, melyet már IV. Béla királytól kaptak. 1277-ben IV. László oklevelében Velk néven szerepel. 1292-ben egy másik birtokosa merül föl, Völki Miklósban. A pápai tizedszedők jegyzékében Vek alakban van említve. 1484-ben Nagyvelk néven a pozsonyi káptalan jobbágyainak lakóhelyeként szerepel. Az 1553-iki összeírásba Weök alakban 12 portával van felvéve. Egyik részének később a Pálffyak lettek az urai és ma is id. Pálffy János grófnak és a pozsonyi társas-káptalannak van itt nagyobb birtoka. Temploma nincs; postája és távírója Fél, vasúti állomása Csötörtök."
A trianoni békeszerződésig Pozsony vármegye Somorjai járásához tartozott.
Az I. Csehszlovák Köztársaság létrejöttével nagy változásokon ment át a község. Az I. világháború hét áldozatot szedett a falu lakosainak sorából. A határ északi részét, tehát a pozsonyi káptalan tulajdonát 1920-ban több helybéli gazda vásárolta meg (Dömötör István, Mikóczy János, Stingel Gyula, Hegedűs János, Horváth János, Fejes Vince). A határ déli részét, ifjabb Pálffy János tulajdonát, akinek Királyfán volt a székhelye, szintén vőki gazdák vásárolták meg (Szimethék, Hideghétyék), de a parcellák nem voltak nagyok, mert az egész határnak csak 362 hektár volt a területe. Augusztus 20-án részben leégett a falu, sok ház pusztult el. A károkat csak nehezen hozták helyre. A község lakosai többnyire mezőgazdasággal foglalkoztak. A falu gazdái 1936-ban közadakozásból létesítették népiskoláját, melyet 1979-ben az iskolakörzetesítés során zártak be, ma óvoda működik épületében.
Az 1938. november 2-án hozott első bécsi döntés alapján a községet visszacsatolták Magyarországhoz. Abban az időben a legnagyobb földtulajdonosok Hideghéty Boldizsár (250 katasztrális hold), Stingel Gyula (51 katasztrális hold) és Mózes János (43 katasztrális hold) voltak. A második világháború folyamán egyetlen lakos esett el, az is a legvégén és szerencsétlen véletlen folytán. 1945 után a község ismét a Csehszlovák Köztársaság részévé vált. Az 1945-1948-as évek rendkívül nehezek voltak. 1946-ban 3 családot telepítettek át Csehországba. A szocializmus évtizedeiben megélénkült a község fejlesztése. 1948-ban alakult meg az állami gazdaság a Hideghéty-földeken. 1951-ben a Hideghéty-majoron jött létre a helyi egységes földműves-szövetkezet, az ötvenes években alapították a helyi nemzeti bizottságot. A község ebben a tekintetben is önállósult, mert addig a jegyzőség Félben volt. Megerősítették az utakat, megjavult a falu autóbusz-kapcsolata környékével. 1975-ben felépítették a vendéglőt és a vegyesárubolt új épületét. A lakosság nagyobb része mezőgazdasággal foglalkozik. Más munkalehetőség gyakorlatilag nincs is, így a lakosok a környékbeli városokba-falvakba járnak dolgozni. Vők máig megőrizte a 19. századbeli vagy 20. század eleji romantikus faluképét, ami nagy lehetőséget rejt az agroturizmus számára.
Banvelket, az eredetileg önálló községet, 1332-től emlegetik "Banwlke" néven és a helyi nemesek birtokaként. 1463-ban Banvelk Jakab a pozsonyi káptalannak adományozta egy részét a végrendeletében. 1484-ben a falu nevét "Banfalva a. n.Banwelk" alakban írták. Később ez a település egybeolvadt Vők községgel és a régi, megszűnt község részét képezte.

## Népessége
| Év:            | 1994. | 2004.    | 2014.   | 2024.   |
| -------------- | ----- | -------- | ------- | ------- |
| Emberek száma: | 360   | 407      | 423     | 415     |
| Eltérés:       |       | +13,05 % | +3,93 % | -1,89 % |

| Év:            | 2023. | 2024.   |
| -------------- | ----- | ------- |
| Emberek száma: | 416   | 415     |
| Eltérés:       |       | -0,24 % |

1851-ben 178 katolikus lakosa volt a falunak.
A lakosok számának fejlődése 1869-től, amikor 202 lakos élt itt, sokáig progresszívnak mutatkozott.
1880-ban 197 lakosából 180 magyar, 6 német, 4 szlovák anyanyelvű és 7 csecsemő volt. Ebből 185 római katolikus, 7 evangélikus és 5 zsidó volt.
1900-ban 213-ra emelkedett a számuk.
1910-ben 218 lakosából mind magyar anyanyelvű volt.
1930-ban 248, 1948-ban már 367 lakos élt itt.
1961-re a lakosság száma 324-re csökkent, 1970-ben ismét enyhén növekedett 356-ra, de 1995-ben már 365 lakosa volt a falunak.
2011-ben 426 lakosából (ez a falu életében a legmagasabb számot jelenti eddig) 295 magyar és 125 szlovák volt.
2021-ben 415 lakosából 251 magyar, 154 szlovák, 7 egyéb és 3 ismeretlen nemzetiségű volt.

## Nevezetességei
- A Hideghéty-kúria 1920-ban épült eklektikus stílusban.
- A két világháború helybéli hősi halottainak emlékműve. Az első világháború vőki hősi halottainak tiszteletére emelt emlékművet 1934-ben építették közadakozásból. Az emlékmű talpazatán katona áll, kezében félig leeresztett zászlóval, melyen Szűz Mária ábrázolás van. A katona mellett feszület magasodik. A talpazaton elhelyezett táblákon a hősi halottak névsora.
- Az Úr Színeváltozása templomát 2015-ben szentelték fel.[6]

## Külső hivatkozások
- A faluról írt cikk a vasarnap.com -on : „Kopottfaluból” takaros község[halott link]
- E-obce.sk Archiválva 2010. június 11-i dátummal a Wayback Machine-ben
- Községinfó
- Vők Szlovákia térképén